# 8382 Mann
A 8382 Mann (ideiglenes jelöléssel 1992 SQ26) a Naprendszer kisbolygóövében található aszteroida. Freimut Börngen fedezte fel 1992. szeptember 23-án.